# The Pleasure Principle (album)
Az 1979-es The Pleasure Principle Gary Numan harmadik nagylemeze, az első, mely az ő neve alatt jelent meg. Az album a Brit albumlista élére került, megalapozva ezzel a szintipop-formációk sikerét. Szerepel az 1001 lemez, amit hallanod kell, mielőtt meghalsz című könyvben.

## Az album dalai
|     | Cím          | Szerző(k)  | Hossz |
| --- | ------------ | ---------- | ----- |
| 1.  | Airlane      | Gary Numan | 3:18  |
| 2.  | Metal        | Gary Numan | 3:32  |
| 3.  | Complex      | Gary Numan | 3:12  |
| 4.  | Films        | Gary Numan | 4:09  |
| 5.  | M.E.         | Gary Numan | 5:37  |
| 6.  | Tracks       | Gary Numan | 2:51  |
| 7.  | Observer     | Gary Numan | 2:53  |
| 8.  | Conversation | Gary Numan | 7:36  |
| 9.  | Cars         | Gary Numan | 3:58  |
| 10. | Engineers    | Gary Numan | 4:01  |

## Helyezések
| Év   | Lista           | Helyezés |
| ---- | --------------- | -------- |
| 1979 | Brit albumlista | 1        |

## Közreműködők
- Gary Numan – ének, billentyűk (minimoog, polymoog, ARP Odyssey), szintetikus ütőhangszerek
- Paul Gardiner – basszusgitár
- Chris Payne – billentyűk (minimoog, polymoog, zongora), brácsa
- Cedric Sharpley – dob, ütőhangszerek
- Billy Currie – hegedű a Tracks és Conversation dalokon
- Garry Robson – háttérvokál a Conversationön

## Fordítás
Ez a szócikk részben vagy egészben a The Pleasure Principle (Gary Numan album) című angol Wikipédia-szócikk ezen változatának fordításán alapul.  Az eredeti cikk szerkesztőit annak laptörténete sorolja fel. Ez a jelzés csupán a megfogalmazás eredetét és a szerzői jogokat jelzi, nem szolgál a cikkben szereplő információk forrásmegjelöléseként.